# Années 0
En utilisant le système de numération romaine, qui n'inclut pas zéro, les années 0 sont les années 1 à 9, soit une décennie tronquée : c'est l'an -1 qui précède l'an +1.
Le calendrier julien reste employé jusqu'à son remplacement par le calendrier grégorien à la fin du XVIe siècle. Tronquer cette décennie permet donc de simplifier le décompte des autres décennies (les années 10 vont de 10 à 19, les années 1900 de 1900 à 1909).
Le calendrier julien proleptique est produit en rétropolant le calendrier julien aux dates antérieures à son introduction officielle en 45 av. J.-C. En utilisant un système de numération qui inclut zéro, il est plus commode d'inclure une année zéro et de représenter les années antérieures en tant que négatif. C'est la convention utilisée dans le calendrier julien astronomique. Dans ce système, l'année -0, équivalant à 1 av. J.-C., est une année bissextile. L'année +0 équivaut à 1 ap. J.-C.

## Événements

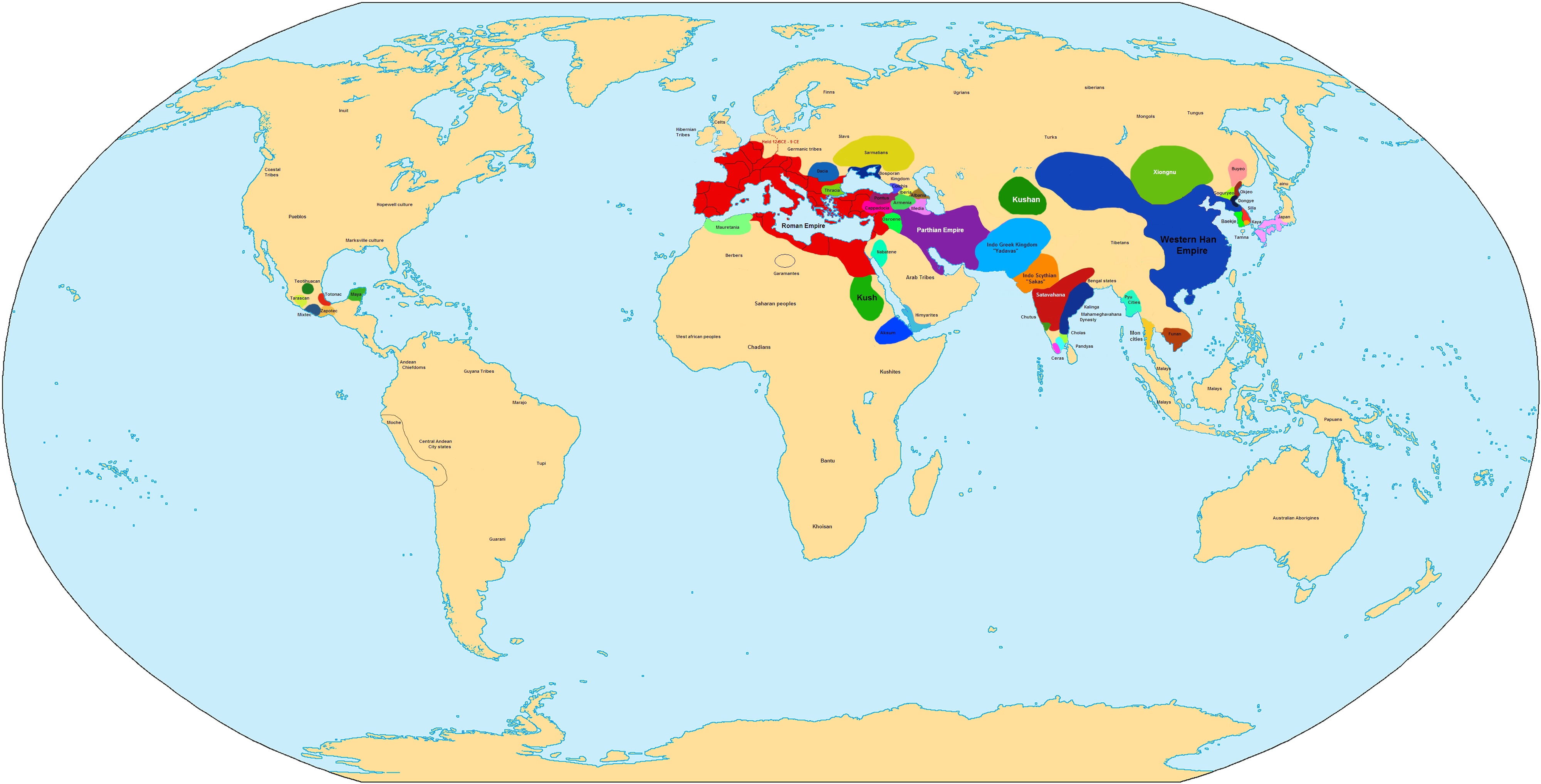
Le monde vers l'an 1.

- 4-16 : troisième Guerre de Germanie.
- 4 : l'empereur romain Octave Auguste adopte Tibère et le reconnaît comme successeur.
- 6 : la Judée passe sous le contrôle direct des procurateurs romains.
- 6-9 : soulèvement de Pannonie.

- 8-22 : règne de Wang Mang, empereur usurpateur de Chine.
- 9 : le chef germain Arminius (Herman) défait trois légions romaines commandées par Varus à la bataille de la forêt de Teutberg.

## Personnalités significatives
- Agrippine l'Aînée
- Auguste
- Arminius
- Cinna
- Germanicus
- Hérode Archélaos
- Marobod
- Phraatès V
- Quirinius
- Tibère
- Varus